# Edo Brunner
Edo Herman Brunner (Dordrecht, 11 oktober 1970) is een Nederlandse acteur en presentator.

## Carrière
Brunner werd geboren in de Dordtse buurt Dubbeldam. In 2006 presenteerde Brunner het BNN-televisieprogramma Cash Cab en deed hij mee aan het improvisatieprogramma Kannibalen. In 2006 en 2007 was hij een van de acteurs in Tequila. Brunner was tevens presentator van het programma LLiNKe Soep van de publieke omroep LLiNK. Hij was verder een van de deelnemers aan het eerste seizoen van de remake van het televisieprogramma Fort Boyard in 2011. Vanaf 2013 presenteerde hij filmpjes op de website van AutoWeek en was hij een van de vaste presentatoren van het SBS6-programma Uit voorraad leverbaar. Vanaf 17 oktober 2017 presenteerde Brunner een programma over verkeer en vervoer op RTV Utrecht: Brunner door de bocht. Op 2 januari 2020 presenteerde hij dit programma voor het laatst. In 2023 deed Brunner mee aan het televisieprogramma De Alleskunner VIPS waarin hij op de 39ste plaats eindigde.

## Privé
Brunner is getrouwd en heeft een dochter.

## Filmografie

### Film
- Lolamoviola: De baby en de bakfiets (1997) – Willem Slootkant
- Benidorm (1999) – Sammy
- Enigma (1999)
- De Zwarte Meteoor (2000)
- Ja Zuster, Nee Zuster (2002) – Bertus
- Feestje (2004) – Barman
- De Bode (2005) – Kees
- Knetter (2005) – Meester
- De Griezelbus (2005) – Chauffeur Beentjes
- Dennis P. (2006) – Dennis
- Voor een paar knikkers meer (2006) – Dikke man
- Plop en de pinguïn (2007) – Alfons
- New Kids Nitro (2011) – Zombie
- Nederdood (2012) – Edo / zombie
- Spijt! (2013) – Jochems vader
- Toen was geluk heel gewoon (film) (2014) – Bas
- Loenatik, te gek (2014) – Eigenaar snackbar
- The Windmill Massacre (2016) – Serge
- De brief voor Sinterklaas (2019) – Huibert Jan
- De Expeditie van Familie Vos (2020) – Cor
- De Kameleon aan de ketting (2021) – slager Van Kampen
- Het Feest van Tante Rita (2022) – Remco
- De legende van Familie Vos (2024) – Cor

### Televisie
- De Buurtsuper (1995)
- Baantjer (1996) - Kees Venema (Afl., De Cock en de moord in de peepshow)
- Bed & Breakfast (1997)
- Verkeerd verbonden (2001)
- Toen was geluk heel gewoon (2002, 2005-2009) – Bas
- Hallo België (2002) – Bert Bluts
- Hartslag (2002) – Mike Boot (2003-2004)
- Rozengeur & Wodka Lime (2003) – Bart de Melle
- Het Verhaal van Sinterklaas (2003) – Trompiet
- Kees & Co (2004) – Loodgieter
- Grijpstra & De Gier (2005) – Marco de Vries
- SMSmee's Poessie (2005)
- Wie is de Mol? (2008) – Winnaar
- Keyzer & De Boer Advocaten – Jochem Blommers (Afl., Anonieme getuige, 2008)
- TiTa Tovenaar (2008) – Agent
- Op bezoek bij Sinterklaas (2008) – Muziekpiet
- Sinterklaasjournaal (2008) – Kookpiet
- De Club van Sinterklaas (2009) – Sjef
- SpangaS (2011-2014) – Wolf Haagsman
- Moordvrouw (2012)
- The Passion (2013) – Goede misdadiger
- Efteling TV: Het mysterie van... (2013-2014) – Andor Torenvalk
- AutoWeek BigBoys (2014) – presentator
- Uit voorraad leverbaar (2015) – presentator
- Bij Ron in het kasteel (2017) – baron
- Brunner door de bocht (2017-2020) – presentator
- Zomer in Zeeland (2018)
- De Kameleon (2018) – Slager
- De regels van Floor (2019) - buurman
- creator camp (2020) – vader van Nicky
- Flikken Maastricht (2020) - Robert de Waal (De Parasiet)
- Flikken Rotterdam (2022) - Tonio Reuter
- Scrooge Live (2022) - Hugo Cratchit
- De Freek Tapes (2025) - tuinman

### Theater
- 2001: Gehakt (solo)
- 2001: Gehakt (met Ramses Graus als het duo Rul)
- 2011: E & A toch voordeliger (met Arie Koomen)
- 2014: Pompen (met Arie Koomen)
- 2017: Klussen (met Arie Koomen)

### Nederlandse nasynchronisatie
- Cars (2006) – Rusty
- Cars 3 (2017) – Rusty

## Trivia
- In 2008 won Brunner bij Wie is de Mol? een bedrag van € 20.375.
- In de videoclip "Te Blond" van Veldhuis & Kemper was Brunner drie seconden in beeld als figurant.
- Brunner schrijft een column voor het Utrechtse uitgaansblad NL30 en voor het autoblad Top Gear Magazine Nederland.